# Primaire immuundeficiëntie
Een primaire immuundeficiëntie (PID) is een aangeboren, chronische afwijking van het immuunsysteem, waarbij delen van het afweermechanisme ontbreken of minder goed functioneren. Er kan alleen sprake zijn van een PID als secundaire oorzaken zoals aids, medicijngebruik en andere ziekten zijn uitgesloten.
Een primaire immuundeficiëntie wordt vrijwel altijd veroorzaakt door een genetische afwijking. De meerderheid daarvan worden vastgesteld bij kinderen onder de één jaar, maar mildere vormen kunnen langere tijd onopgemerkt blijven.
Er zijn meer dan 250 vormen van PID bekend, en dat aantal neemt nog steeds toe.
Geschat wordt dat ongeveer 1 op de 1000 personen een vorm van PID heeft.

## Verschijnselen
De precieze symptomen van PID hangen af van het type. Over het algemeen kan een PID vermoed worden bij herhaaldelijke en persisterende infecties, vooral opportunistische zoals orale candididasis of salmonellose, en infecties op ongebruikelijke plekken. Tevens kan er sprake zijn van een ontwikkelingsachterstand als gevolg van de infecties tijdens de groei.
Specifieke orgaanproblemen kunnen aanwezig zijn in bepaalde vormen van PID. Andere vormen leiden tot auto-immuunziekten, waarbij het immuunsysteem de gezonde en lichaamseigen cellen aanvalt. Er kan ook sprake zijn van tumoren, zoals lymfomen.
De uitingsvormen van de infectie(s), en andere symptomen die aanwezig zijn, kunnen aanwijzingen geven over de exacte natuur van het immuundefect.

### De 10 alarmsignalen
De European Society for Immunodeficiencies heeft tien waarschuwingstekens voor een afweerstoornis beschreven. Wanneer een patiënt één of meer tekenen vertoont, is het zinvol om de persoon verder immunologisch te laten onderzoeken:
1. Vier of meer oorontstekingen binnen een jaar.
2. Herhaaldelijke diepe huid- of orgaanabcessen.
3. Twee of meer ernstige bijholteontstekingen binnen een jaar.
4. Persisterende orale spruw of blijvende schimmelinfecties van de huid. NB: Orale spruw is met name afwijkend bij volwassenen.
5. Twee of meer maanden gebruik van antibiotica met te weinig effect.
6. Noodzaak voor intraveneuze antibiotica om van een infectie te herstellen.
7. Twee of meer longontstekingen binnen een jaar.
8. Twee of meer invasieve infecties (meningitis, osteomyelitis of sepsis).
9. Gebrek aan gewichtstoename of afwijkende groei en/of ontwikkelingsachterstand.
10. Positieve familieanamnese voor primaire immuundeficiëntie.

## Behandeling
Er zijn niet veel behandelmogelijkheden voor PID, maar onderzoek wordt gedaan om te kijken of onder andere stamceltherapie een behandeling kan zijn voor sommige vormen van PID. Personen die lijden aan een vorm van PID krijgen vaak ook genetische counseling.
Daarnaast bestaat de mogelijkheid tot behandeling met immunoglobulinetherapie. Dit kan intraveneus (IVIg), met medicijnen als Privigen, of subcutaan (SCIg), met medicijnen als Hizentra.